# Каванг (гевог)

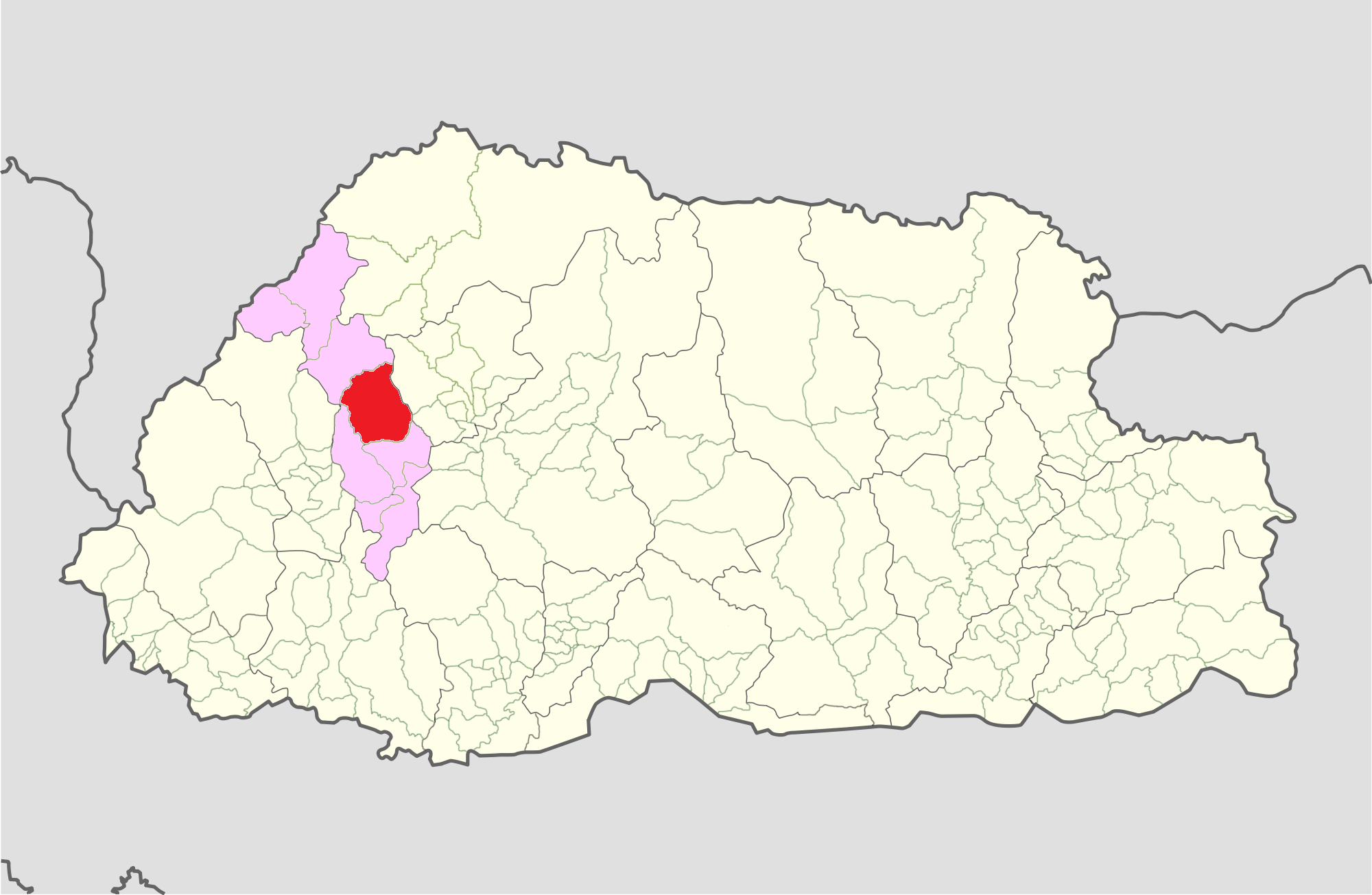
Гевог Каванг в составе дзонгхага Тхимпху на карте Бутана

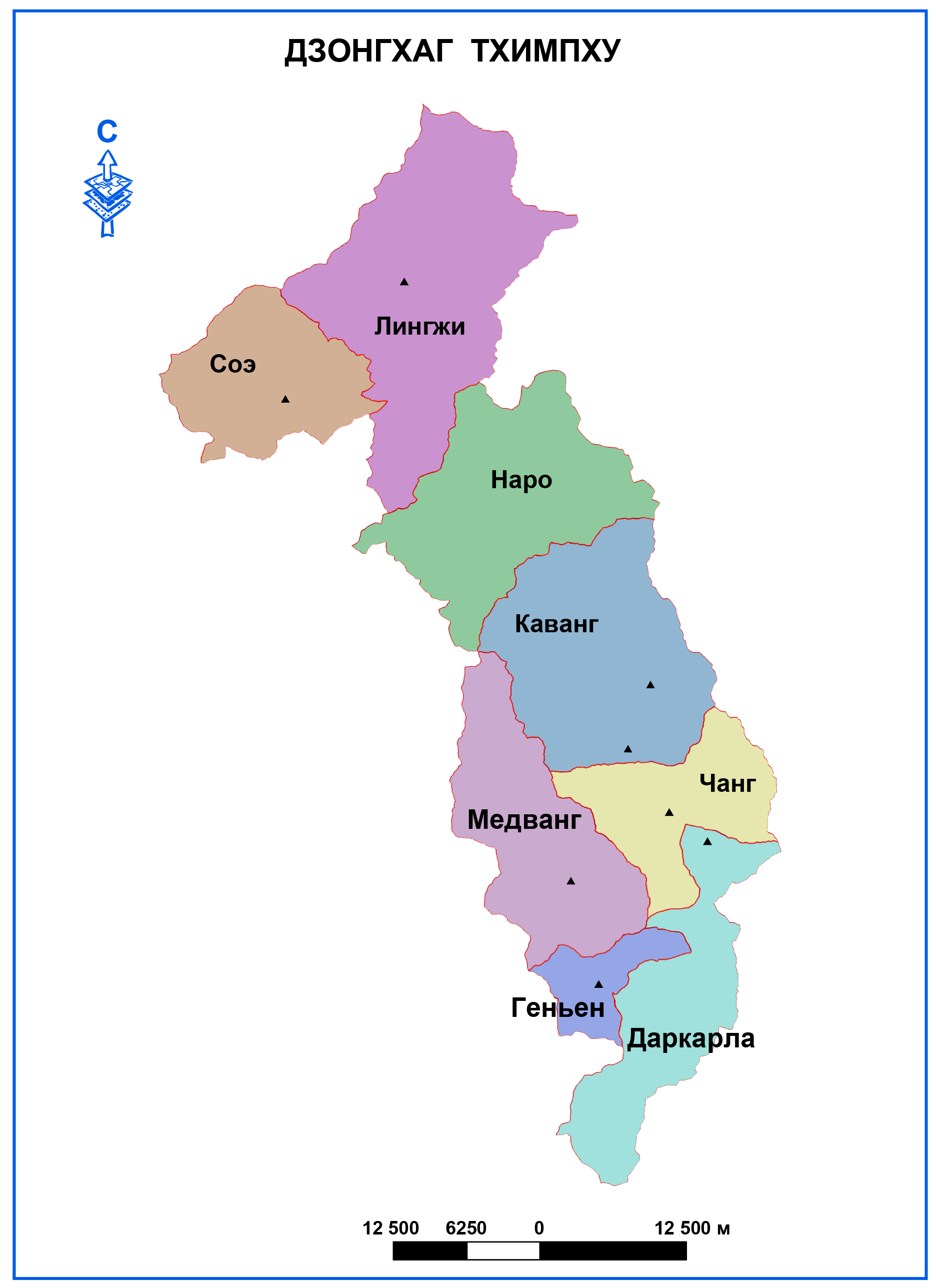
Гевоги дзонгхага Тхимпху

Каванг (англ. Kawang) — гевог в дзонгхаге Тхимпху в Бутане.

## География
Площадь гевога составляет 308 кв.км. На территории гевога расположен город Тхимпху (столица Бутана), который административно не входит в гевог. Высота над уровнем моря — от 2 320 м до 4 769 м на территории гевога река Чагриронг впадает в реку Тхимпху (англ. Thimphu Chhu), приток реки Ванг).
На юге гевог Каванг граничит с гевогом Чанг, на западе с гевогом Меванг, на севере с гевогом Наро, а на востоке — с дзонгхагом Гаса.

## Население и инфраструктура
В гевоге расположены 383 домашних хозяйств. Гевог является наиболее развитым из гевогов дзонгхага Тхимпху. Большинство деревень имеют подъездные пути, электрричество и телефонную связь. Из деревень гевога легко добраться до учебных заведений и учреждений здравоохранения, расположенных в Тхимпху.

## Достопримечательности
- Дворец Деченчолинг — королевский дворец